# Особняк князя Чунь
Особняк принца Чуня  (упрощенный китайский: 醇亲王府; традиционный китайский: 醇親王府; пиньинь: Chúnqīnwángfǔ), также известный как Северный особняк (北府; Běifǔ), представляет собой большую резиденцию в стиле сыхэюань с роскошным частным садом, расположенную недалеко от района Шичахай в центре Пекина. 
Территория была частью виллы, построенной Минцзю, чиновником при дворе императора Канси. Позже ее захватил Хэшэнь, фаворит императора Цяньлуна. После казни Хэшэня в 1799 году ее подарил Юнсину его брат император Цзяцин, и особняк был отреставрирован. 
После этого особняк несколько раз переходил из рук в руки, в конечном итоге став резиденцией мелкого чиновника Цин по имени Юйсу. В 1888 году он был дарован Исюаню, биологическому отцу императора Гуансю, его невесткой, вдовствующей императрицей Цыси. В 1891 году Исюань умер, и его титул и особняк унаследовал его второй выживший сын, Цзайфэн; старший сын самого Цзайфэна, Пу И, последний император династии Цин, родился в этом особняке в 1906 году.
Принц Чунь был регентом Пуи с момента своего восшествия на престол в 1908 году до свержения династии в 1912 году. Несмотря на крах династии Цин, принцу Чуню разрешили остаться в особняке, где он и умер в 1951 году.
В период с 1963 года до своей смерти в 1981 году его сад был резиденцией Сун Цинлин, вдовы Сунь Ятсена; сейчас это публичный музей.